# Hideji Tsuchida
Hideji Tsuchida (土田 英二, Tsuchida Hideji) (né le 5 octobre 1973 sur l'île d'Hokkaidō au Japon) est un joueur professionnel de hockey sur glace japonais.

## Carrière de joueur
Après quelques saisons avec les Seibu Bears Tokyo, il se joint aux Nikko Kobe IceBucks dans la toute nouvelle Asia League. Il y joue de 2003 à 2011.
Il a représenté à une reprise son pays lors du Championnat du monde en 2000.

## Statistiques

### En club
| Saison    | Équipe                 | Ligue       |    | Saison régulière | Saison régulière | Saison régulière | Saison régulière | Saison régulière |   | Séries éliminatoires | Séries éliminatoires | Séries éliminatoires | Séries éliminatoires | Séries éliminatoires |
| Saison    | Équipe                 | Ligue       | PJ | B                | A                | Pts              | Pun              | PJ               | B | A                    | Pts                  | Pun                  |                      |                      |
| 1996-1997 | Seibu Bears Tokyo (ja) | Japon       | 10 | 5                | 3                | 8                | 10               |                  |   |                      |                      |                      |                      |                      |
| 1996-1997 | Bombers de Dayton      | ECHL        | 5  | 0                | 0                | 0                | 2                |                  |   |                      |                      |                      |                      |                      |
| 1997-1998 | Seibu Bears Tokyo      | Japon       | 40 | 15               | 14               | 29               | 30               |                  |   |                      |                      |                      |                      |                      |
| 1998-1999 | Seibu Bears Tokyo      | Japon       | 40 | 5                | 6                | 11               | 34               |                  |   |                      |                      |                      |                      |                      |
| 1999-2000 | Seibu Bears Tokyo      | Japon       | 30 | 0                | 1                | 1                |                  |                  |   |                      |                      |                      |                      |                      |
| 2000-2001 | Seibu Bears Tokyo      | Japon       | 40 | 1                | 4                | 5                |                  |                  |   |                      |                      |                      |                      |                      |
| 2001-2002 | Seibu Bears Tokyo      | Japon       | 38 | 2                | 1                | 3                |                  |                  |   |                      |                      |                      |                      |                      |
| 2002-2003 | Seibu Bears Tokyo      | Japon       | 29 | 4                | 2                | 5                |                  |                  |   |                      |                      |                      |                      |                      |
| 2003-2004 | Nikko Kobe IceBucks    | Japon       | 11 | 1                | 4                | 5                | 18               |                  |   |                      |                      |                      |                      |                      |
| 2003-2004 | Nikko Kobe IceBucks    | Asia League | 16 | 4                | 6                | 10               | 8                | -                | - | -                    | -                    | -                    |                      |                      |
| 2004-2005 | Nikko Kobe IceBucks    | Asia League | 39 | 9                | 5                | 14               | 14               | -                | - | -                    | -                    | -                    |                      |                      |
| 2005-2006 | Nikko Kobe IceBucks    | Asia League | 38 | 6                | 19               | 25               | 20               | 3                | 0 | 1                    | 1                    | 2                    |                      |                      |
| 2006-2007 | Nikko Kobe IceBucks    | Asia League | 33 | 9                | 17               | 26               | 28               | 7                | 2 | 3                    | 5                    | 0                    |                      |                      |
| 2007-2008 | Nikko Kobe IceBucks    | Asia League | 30 | 9                | 12               | 21               | 36               | 3                | 1 | 1                    | 2                    | 0                    |                      |                      |
| 2008-2009 | Nikko Kobe IceBucks    | Asia League | 36 | 6                | 11               | 17               | 18               | -                | - | -                    | -                    | -                    |                      |                      |
| 2009-2010 | Nikko Kobe IceBucks    | Asia League | 33 | 7                | 12               | 19               | 34               | -                | - | -                    | -                    | -                    |                      |                      |
| 2010-2011 | Nikko Kobe IceBucks    | Asia League | 36 | 5                | 10               | 15               | 6                | -                | - | -                    | -                    | -                    |                      |                      |

### En équipe nationale
| Année | Équipe | Compétition          |   | PJ | B | A | Pts | Pun          |  | Résultat |
| 2000  | Japon  | Championnat du monde | 6 | 0  | 0 | 0 | 0   | 16e position |  |          |